# Gemeinde Has

Die Gemeinde Has (albanisch Bashkia e Hasit resp. Has/Hasi) ist eine der 61 Gemeinden Albaniens. Das Gebiet der Gemeinde mit einer Fläche von 374 Quadratkilometern im Qark Kukës entspricht dem ehemaligen Kreis Has. Die Gemeinde hat 11.684 Einwohner (Volkszählung 2023). Benannt ist die Gemeinde nach dem Bergland von Has (Malësia e Hasit). Hauptort ist das Städtchen Kruma.

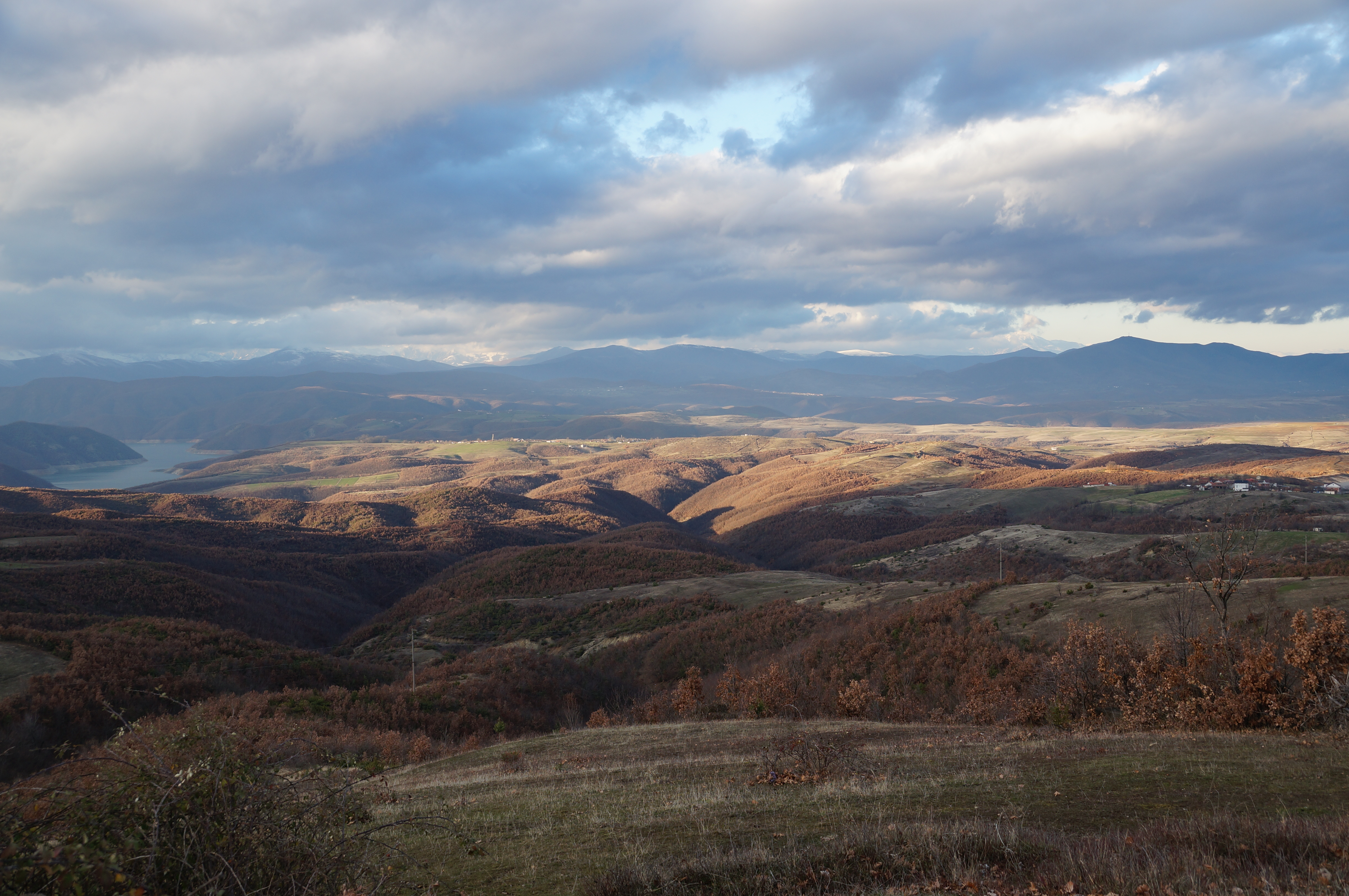
Hügelland am Fierzasee im Winter

Die Gemeinde liegt sehr abgelegen im Nordosten Albaniens an der Grenze zu Kosovo. Als die Großmächte 1913 die Grenze Albaniens regelten, durchschnitten sie das Bergland von Has, das zwischen dem nach Süden fließenden Weißen Drin und dem nach Westen fließenden vereinigten Drin liegt. Als die Kommunisten nach dem Zweiten Weltkrieg die Grenze abriegelten, wurden die traditionellen wirtschaftlichen, familiären und kulturellen Beziehungen der Bewohner im östlichen Teil des Has-Berglands nach Kosovo unterbrochen. Die wichtigsten Märkte von Prizren und Gjakova waren nicht mehr zugänglich.
Das abgeschiedene Bergland von Has ist gering bevölkert und arm. Die Region ist nicht besonders fruchtbar, weshalb sie auch Has i thatë (trockenes Has) genannt wird. Vom westlichsten bis zum östlichsten Punkt der Gemeinde wird die Südgrenze vom Fierza-Stausee, dem gestauten Drin, gebildet. Auf dessen anderen Seite liegt Kukës. Die Nordostgrenze folgt der Wasserscheide der Has-Berge, der an der höchsten Stelle beim Mali i Pashtrikut auf 1988 m ü. A. ansteigt. Im nordwestlichen Grenzgebiet zu Tropoja wurde früher Chrom gefördert. Die Bevölkerung lebt fast ausschließlich von der Landwirtschaft. In der Gemeinde Has gibt es keine Minderheiten. Die Bewohner sind fast ausnahmslos sunnitische Muslime.
Die Strukturschwäche der Region bringt eine große Abwanderung mit sich. 2011 wohnten auf dem Gebiet der Gemeinde noch 16.790 Einwohner. Allein in zwölf Jahren sind also 30 % der Einwohner abgewandert – ein Trend, der schon länger anhält. 
Die Straßen in der Gemeinde sind sehr schlecht. Die Strecke von Kukës nach Bajram Curr ist zwischenzeitlich durchgehend asphaltiert. Nach dem Ende des Kosovokriegs wurde nördlich von Kruma am Pass Qafa e Prushit ein neuer Grenzübergang eröffnet, der die Region mit Gjakova verbindet. An vielen Orten war die Grenze nach dem Krieg, während dessen viele albanische Flüchtlinge in Has Zuflucht gesucht hatten, noch immer vermint.

## Verwaltungseinheiten
Im Sommer 2015 wurden vier Gemeinden zur Gemeinde Has zusammengelegt. Diese bilden seither Njësitë administrative (Verwaltungseinheiten) innerhalb der Bashkia Has.
| Name   | Einwohner 2023 | Einwohner 2011 | Gemeindeart |
| ------ | -------------- | -------------- | ----------- |
| Kruma  | 4.814          | 6.006          | Bashkia     |
| Fajza  | 2.261          | 3.491          | Komuna      |
| Gjinaj | 522            | 1.106          | Komuna      |
| Golaj  | 4.087          | 6.187          | Komuna      |